# リー・クアンユー
リー・クアンユー（英語: Lee Kuan Yew, 漢字表記、中国語: 李 光耀、日本語読み：り こうよう、 1923年9月16日（旧暦8月6日） - 2015年3月23日）は、シンガポールの政治家、初代首相。

## 家族
- 母：チュア・ジム・ネオ（蔡認娘） - 有名シェフ
- 妻：クワ・ゲオ・チュー（柯玉芝） - Lee & Lee法律事務所元共同運営者（1920年12月21日 - 2010年10月2日）
- 長男：リー・シェンロン（李顕龍） - 前陸軍准将、3代目首相
  - 妻：ホー・チン - テマセク・ホールディングス元社長
- 次男：リー・シェンヤン（李顕揚）- シングテル元CEO
  - 妻：Lim Suet Fern（林雪芬）
- 長女：リー・ウェイリン (Lee Wei Ling) （李瑋玲） - 国立脳神経科学院（英語版）を運営

自叙伝によると、客家系華人の4世にあたるという。曽祖父のリー・ボクウェン（李沐文）は、同治元年（1862年）に清の広東省からイギリスの海峡植民地であったシンガポールに移民した。本人は自分のことを「実用主義者」「マラヤ人」と称している。不可知論者。
英語を話す家系に生まれたクアンユーは、幼くして英語教育を受けた。祖父のリー・フンロン（李雲龍）からは、クアンユー（光耀）の華名とともに、Harryという英語名も授けられ、家族や親しい友人からは、現在でも“Harry”と呼ばれ親しまれている。このような華人家族は当時のシンガポールでは一握りのエリートで「海峡華人」と呼ばれる。
彼は幼少期には中国語ができず、中国人の友人はほとんどいなかった。
彼が一緒に遊んでいたのはマレー人で、福建語が入り交じったマレー語で話していた。
妻のクワ・ゲオ・チューとは1950年9月30日に結婚し、2男1女をもうけた。「私より優れた頭脳を持つのは妻だけだ」と冗談交じりに発言している。
2人の息子はいずれも国内で高官の地位に就いた経験がある。陸軍准将であった長男のリー・シェンロンは、2004年より首相兼財務大臣の地位に就き（財務大臣は2007年に兼任を解く）、シンガポール政府投資公社の副議長も務めている（クアンユーが議長）。次男のリー・シェンヤンは、国内最大の通信企業であるシングテルのCEOを務めていた。現在は退任している。シンガポール航空やDBS銀行のような政府関連企業の持株会社であるテマセク・ホールディングスが、現在シングテルの株の56%を保有しており、そのテマセク・ホールディングスは、長男シェンロンの妻であるホー・チンが社長を務めていた。国立脳神経科学院を運営している長女ウェイリンは、独身を貫いている。妻のクワ・ゲオ・チューは、以前Lee & Lee法律事務所を夫と共同運営しており、クアンユーの弟であるデニス、フレディ、スアンユーの3人は、同事務所のパートナーだった。他にもモニカという妹がいる。
このような同族支配体制である現状に、クアンユー自身は縁戚者に対する持続的な特恵は存在せず、おのおのの能力に見合った地位に置いているのだと主張している。

## 青年時代
テロク・クラウ小学校、ラッフルズ学院を経て、ラッフルズ大学で学んでいたが、太平洋戦争中の1942年に日本軍によるシンガポール占領とイギリス植民地政府の崩壊に伴い大学が閉鎖され、学業を中断せざるを得なくなった。その間はタピオカを利用して作った“スティックファス”という接着剤を闇市で売って生計を立てていた。
また、リーによれば、シンガポール華僑粛清事件の際、自身も集合場所に集められ粛清に巻き込まれかけたが、禁区内の友人宅で1日半ほど待機していたところ、審査済とされ難を逃れたという。
さらに、日本語と中国語の学習を始め、翌1943年から1944年までの間、日本側と協働して、昭南特別市の報道部において、連合国の通信を盗聴した内容を翻訳する業務に従事した。
戦後の1945年にイギリスへ留学。ケンブリッジ大学のフィッツウィリアム・カレッジで法律学を専攻し（後に名誉校友となる）、1949年に首席で卒業した後は、短期間ではあったがロンドン・スクール・オブ・エコノミクスにも通い、同年に帰国した後は弁護士資格を取得し、“Laycock and Ong”という法律事務所に勤務した。

## 政治活動

### 初期
勤めていた法律事務所の上司ジョン・レイコックが親英政党・進歩党の候補者として立法審議会選挙に立候補した。この時に運動員を務めたことからの政治的経歴が始まる。しかし党が大衆、特に華人系の労働者階級の支持を得られず、リーは党に将来性がないことを直感した。1953年にレンデル新憲法が選挙権をシンガポールで生まれた全ての人々に付与することを決め、中国語話者の有権者が著しく増加した際に、この傾向は特に明確なものとなった。
労働組合や学生自治会の法律顧問として雇われていた際、華人系の住民と繋がりをもつようになり、労働組合の運動指導者にまでなり、これがリーにとって大きな転機となった（後にリーが創設する人民行動党は、この歴史的な絆を、ストライキの際の交渉手段として利用することとなる）。1950年には「イギリスを追い出し独立を達成できるのはマラヤ共産党だけである」と演説している。共産主義には疑問を感じていたが、マラヤ共産党の抗日・反英運動への貢献は認めている。

### 人民行動党の創設
1954年11月21日、“ビールを飲むブルジョアたち”と称した英語教育を受けた中産階級グループと共に人民行動党を創設した。党の創設は容共的な労働組合との政略的な連携を通じたものだった。これは英語教育を受けた層は容共派からの多くの支持が必要だった一方で、マラヤ共産党が違法とされており、共産主義者たちがカモフラージュするための非共産主義政党を欲していたことに起因する。この連携をリーは“政略結婚”と称した。両派の共通の目的は、自治に賛成する世論を喚起し、イギリスによる植民地支配に終止符を打つことだった。
結党式は、ビクトリア記念ホールで開催され、会場は1500人にも及ぶ支持者と労働組合員たちで埋め尽くされた。リーは党書記長 (Secretary-General) となり、後述する1957年の一時期を除いて、1992年までこの地位を保持する。結党式には、マレー人及びムスリムが支持層の統一マレー国民組織 (UMNO) のトゥンク・アブドゥル・ラーマンや、華人系の住民を代表するマレーシア華人協会のタン・チェンロクが、新党に信頼を与えるためのゲストとして招請された。
当時のムスリムと共産主義者との蜜月は、リーが回顧録で後に制定するシンガポールの国旗の三日月は国内のイスラム教徒に配慮し、五つの星は国内の共産主義者に配慮して中華人民共和国の五星紅旗をモデルにしたと語っていることにもあらわれている。

### 野党時代
1955年の初当選以降は、野党指導者としてデービッド・マーシャル率いる与党の労働戦線による連立政権に対抗し、ロンドンでマーシャルと彼の後継者であるリム・ユーホクによって二度にわたって開催されたシンガポールの未来に関する会議にも人民行動党代表として参加した。
一方で、リーの容共的な側近たちは、しばしば過激な行動に出る集会に参加したことから、リーは彼らから距離を置くようになったが、その一方で事あるごとに政権与党を無能であると批判し続け、この頃からリーは党内外の政敵たちと戦わざるを得ないようになった。
1957年に容共派が偽の党員たちを利用して党権を掌握すると、リーは一時的に書記長の地位を追われるが、リム・ユーホクが共産主義者たちの一斉検挙を命じたため、リーは書記長に復帰した。
リーが次の選挙に備える間、党内の共産主義による脅威は一時的に取り除かれたが、これと同時期に、リーは共産主義陣営のリーダーであるフォン・チョンピクと初めて密会の席を設けた。

### 自治政府時代
1959年6月1日の総選挙で、人民行動党は51議席中43議席を獲得した。シンガポールは、国防と外交を除いた国内問題に関する自治権を得るようになり、6月3日にリーは首席長官だったリム・ユーホクに代わって、シンガポールの初代首相に就任した。首相に就任する前には、リム・ユーホク政権下で逮捕されたリム・リンシオンとデヴァン・ナイルの釈放を要求して、実現させている。
リーは教育や住居、失業などさまざまな問題の解決に取り組み、住宅問題に関しては「住居及び開発委員会 (Housing and Development Board, HDB)」を設立した。
マラヤ連邦の首相であるラーマンが、1961年にマラヤ連邦とシンガポール、サバ州、サラワク州を含む連邦の形成を提案した後、リーはマラヤ連邦との合併を実現するべく、イギリスの植民地支配を終えるための運動を開始した。そのために、1962年9月1日に実施された国民投票の結果を利用し、そこでは、投票者の70%がリーの提案を支持したという結果が出されており、住民の大多数がイギリスからの完全独立を望んでいるということを如実に表していた。
リーはこれらの運動の間に、合併に対して強硬に反対し一説では破壊活動にも関与していたとされる容共派のグループを壊滅に追い込んだ。

### マレーシア時代
1963年9月16日、シンガポールは晴れてマレーシアの一部となったが、連邦は短命に終わる。UMNOによって支配されているマレーシア政府は、シンガポールの住民の大多数を占める華人系住民の包含と、マレーシアにおける人民行動党の政治参加に懸念を抱くようになった。リーは公然とブミプトラ政策の「マレー人などの土着民を優遇するマレーシア」に反対し、人民行動党のスローガンとして「マレーシア人のためのマレーシア」を主張した（当時シンガポール島の華人系住民もマレー人も含めて「マレーシア人」であり、マレー人のみへの優遇政策を批判した）。このことから双方の関係は悪化してしまい、UMNOの中にはリーの逮捕を主張する者もいた。
人種間の対立は激しさを増し、預言者ムハンマドの誕生日である1964年7月21日には、マレー人と華人系住民が激突し、23人が死亡、100人以上が負傷するといった事態も発生した。同年9月にはさらに大規模な暴動が発生し、事態の収拾を図るため、双方のリーダーであるリーとラーマンが、そろって公の場に姿を見せることを強いられた。食糧を含む物資の輸送に著しい困難を来すようになり、物価が劇的に上昇し、国民の生活にさらなる困難を招いた。
事態の解決は絶望的な状況になり、首相であるラーマンは「中央政府への忠誠を示さなかった州政府とは、全ての関係を断ち切る」といった方針から、シンガポールをマレーシアから追放することを決定した。リーは連邦に留まろうと頑ななまでに打開策を考え続けたものの、失敗に終わった。1965年8月7日、リーはマレーシアからの分離に合意する文章に署名した。
このことは、マレーシアとの合併だけが、シンガポールが生き残るために重要と考えていたリーにとって、大きな打撃となった。そして、8月9日にシンガポールの独立を発表するテレビ中継の中で、
と市民に語り掛けた上で、シンガポールの独立を宣言した。独立自体が、かつてのマレー独立運動の盟友であった、ラーマンからの追放宣言に等しかったこともあって、生放送の最中には、自制心を失って泣きだす場面もあった。

### 首相時代
1965年8月9日に、マレーシア議会は、マレーシアの州としてのシンガポールとの関係を断ち切る決議を可決し、これにより、独立国家としてのシンガポールが成立した。天然資源の欠乏や水源の乏しさ、国防能力の脆弱さなど、リーとシンガポール政府が取り組まなければならない問題は山積していた。
自叙伝によると、リーはマレーシア時代に不眠症に悩まされ続け、シンガポールの独立直後は、病気で倒れたこともあった。
イギリスのハロルド・ウィルソン政権で、高等弁務官を務めていたジョン・ロブから、シンガポールの国家としての資質について懸念されたこともあったが、その際リーは「シンガポールについて心配する必要はありません。我々は、どんな苦境に置かれたとしても正気でいられる理性的な者たちです。我々は、政治というチェス盤の上でどんな行動を起こす際も、可能な結果を全て導き出します」と国家運営に関する自信を述べている。
多数の死傷者を出した六四天安門事件の中国共産党による鎮圧に対しては「100年の混乱から中国を救うなら私も20万人の学生を撃つ」と述べて肯定した。中華人民共和国（中国）と非公式な関係だった1980年代から、中国の指導者鄧小平とは中華民国（台湾）の蔣経国総統との仲介役を務めるなど、個人的に親しく（1990年11月に中華人民共和国と国交正常化して、中華民国と国交断絶）、蘇州工業園区の設立で鄧小平の改革開放に協力し、2010年にはシンガポールでの鄧小平記念碑の除幕式を当時中国国家副主席の習近平とともに行っている。

#### 国防政策
建国当初のシンガポールは、共産主義者やインドネシア、シンガポールをマレーシアの支配下に置くことをもくろんでいたUMNO過激派など複数の脅威によって、立場が脆弱だった。国防面に関して、リーはスイスを手本として、非同盟と武装中立を国是とすることを宣言した。同時に、ゴー・ケンスイに国軍創設の準備を命じ、他国に指導や訓練、軍事施設の設立などでの援助を要請した。
1967年に、イギリスがシンガポールならびにマレーシアに駐留する軍隊を撤退もしくは削減するとの宣言をしたことに伴い、シンガポール政府は職業軍人以外にも必要兵力を満たすため、2年間の兵役を義務付ける国民役務 (National Service) の実施を発表した。1968年1月にフランス製の戦車であるAMX-13を若干数、1972年には最新式戦車を99台購入した。1969年には、イギリスからBAC 167 ストライクマスターを購入し、テンガ空軍基地でパイロット養成のための基礎訓練を実施した。

#### 言語政策
リーは、ビジネスや行政、異なる人種間における共通語として、植民地時代の遺産である英語（イギリス英語）を使用し続けた。一方で華語（標準中国語＝マンダリン）・マレー語・タミル語も公用語として公認した。公立学校における授業では、英語が使用されているが、同時に生徒自身の民族語を習得するための授業も行われている。しかし、この様な言語政策は、奇妙な英語である「シングリッシュ」が使われる素地にもなった。
1979年からは、華人系住民を対象とした華語普及運動（講華語運動、Speak Mandarin Campaign）を開始した。これにより放送では基本的に全ての番組で華語が使われるようになった。この結果、華語以外の中国語方言の伝承が妨げられ、現在では若い世代の大部分は方言を流暢に話すことができず、祖父母の世代の人間と会話をする際に若干の困難を伴うことがある。

#### 家族計画
1960年代後期には、シンガポールの増大する人口が、発展中の経済に負担をかける可能性があるとして、「子供は2人まで」という家族計画を推奨するキャンペーンを展開し、子供のいる夫婦からは不妊手術が受けられるように主張する声が多く上がった。
ほかにも、大卒女性の出産を推奨するなどの優生思想に基づく選別的な教育制度を実践した。回顧録では「多民族社会では、ある民族の知能指数 (IQ) が他よりも低いというベルカーブ仮説は動かしがたい現実だったからです」と主張している。

#### マレーシアとの関係

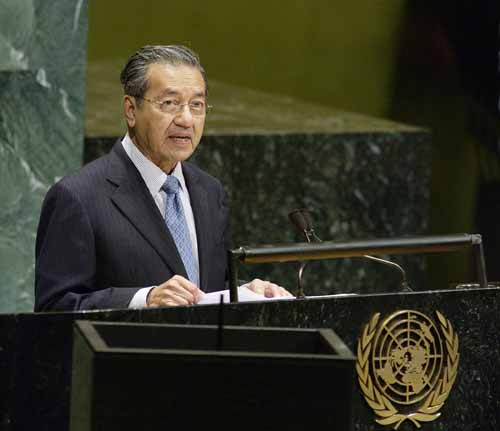
マハティール・ビン・モハマド

マハティール・ビン・モハマドが次期マレーシア首相に就任することが確実となった1978年に、リーはデヴァン・ナイル大統領（当時）を通じて、マハティールにシンガポールを訪問するよう促した。以降も両者は親密な関係を築くようになり、ともに西洋の価値観と対決するアジア的価値観を唱えたことでもこの仲は注目された。マハティールは民主行動党の華人のリーダーとのつながりを絶つようリーに要求し、引き換えにマハティールはマレーシアにおけるシンガポール人の情勢に干渉しないと約束した。
1981年12月に、マハティールは国内を一つの時間帯に統一するため、マレー半島の標準時を変更し（マレーシア標準時）、リーもこれに同調した。マハティールとの関係は1982年以降非常に良いものとなった。

#### カンボジアとの関係
リーは、1978年のベトナムのカンボジア侵攻に反対した。シンガポールは、1978年から1989年までベトナムの占領軍と戦っていたポル・ポト派に援助を提供し、ベトナムを非難する国際キャンペーンを組織した。リーは回顧録の中で、1982年に「シンガポールはAK-47、手榴弾、弾薬、通信機器をクメール・ルージュに提供した」と述べている。

### 首相退任後
1990年11月、ゴー・チョクトンに首相の座を譲り、上級相となった。2004年8月、ゴーの上級相就任により、内閣顧問となった。人に勧められて警世のために回顧録を著し、『日本経済新聞』の「私の履歴書」に登場した（1999年1月分）。回顧録の日本語版は、日本経済新聞社から出ている。リー・クアンユー回顧録［上］では原爆投下については「広島と長崎に原子爆弾が落とされなければ、数十万人に上るマレーとシンガポールの民間人や、日本人でさえも数百万人が犠牲になっていただろう」と述べている。
2008年5月、フォーブスへの寄稿で「一部の国の指導者が中国の人権問題とチベット問題を理由に、北京オリンピックの開幕式をボイコットすると圧力をかけているが、何の根拠もないものだ」と欧米各国の行動に対して非難し、さらにリーは「チベットに抱く西側の人々のイメージは『ロマンチックな理想郷』であり、『ヒマラヤとダライ・ラマ』の地だ。しかし、中国にとってのチベットは『封建社会』であり、『後進地域』なのだ。中国はチベットを支配して以来、インド的な身分制度や農奴を廃止し、医療施設、学校、道路、鉄道、空港などを作り、少なくともチベットの生活水準を上げてきた」と語ることによって、西側メディアの中国批判を牽制した。

### 晩年

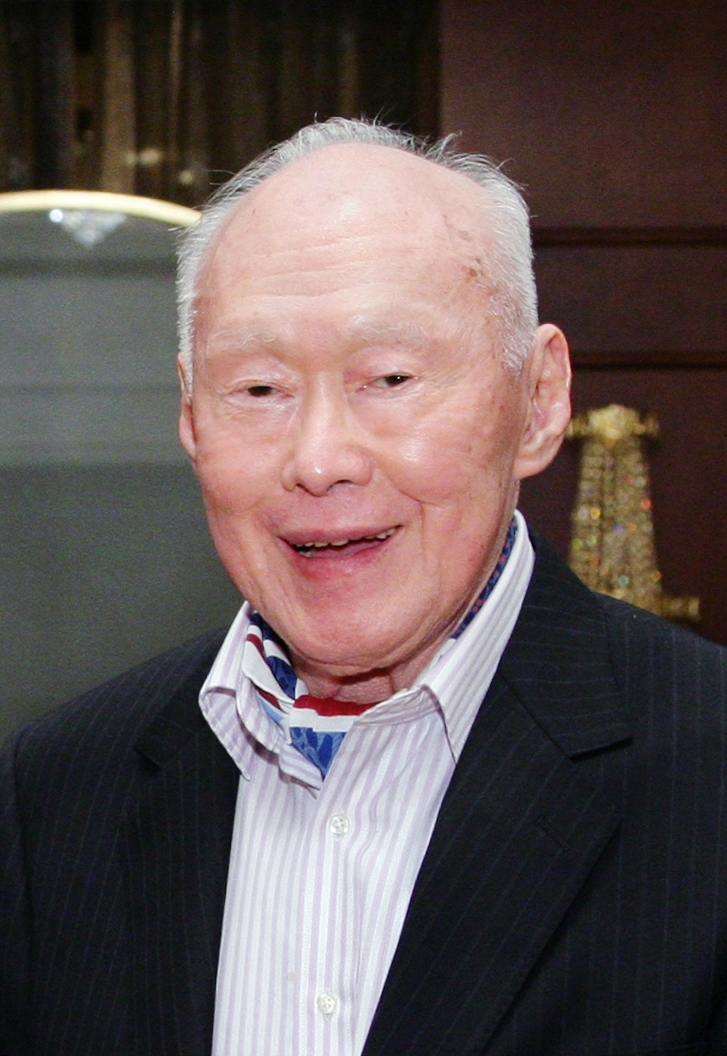
2011年

2011年5月14日には上級相のゴー・チョクトンと、二人同時に閣僚ポストから退く意向を表明した。
肺炎のため2015年2月15日から入院。その後、感染症により容体が悪化したことが同年3月17日に報じられた。
2015年3月23日、シンガポール首相府より死去したことが発表された。91歳没。29日にはシンガポール国立大学で国葬が行われた。

## 評価
1990年11月28日に自ら首相を辞任して以降も、同年にゴー・チョクトン政権の上級相、2004年にはリー・シェンロン政権の内閣顧問を務めるなど、晩年に至るまでにシンガポールにおいて絶大な影響力を保った。
第二次世界大戦に関する対日歴史認識についてリーは、日本軍がイギリスに勝ち、白人神話を打ち砕いたと評価する一方で、日本軍の占領政策は過酷で非人道的だったとし、占領されていた三年半、日本兵が人々を苦しめたり殴ったりするたびに、英国の保護下のほうがよかったと思うようになり、日本人に幻滅したと日本軍の占領政策を批判している。

### 言語
主な使用言語は英語とマレー語である。自伝によると華語、福建語は演説が可能であるほど話せるが、幼少期には中国語はほとんど話せず、福建語の入り混じったマレー語で会話していた（本人談）が、前述の通り、太平洋戦争中に学習した。この学習体験は、「Keeping My Mandarin Alive」として、一冊の本にまとめられている（日本語訳なし）。
それでも幼少期から使っていた英語などと比べると、中国語はそれほど得意ではなかったようである。鄧小平と初めて会談した時は、英語を使っている。